# Oshtorinan
Oshtorīnān (farsi اشترینان) è una città dello shahrestān di Borūjerd, circoscrizione di Oshtorinan, nella provincia del Lorestan. Aveva, nel 2006, una popolazione di 5.264 abitanti. Si trova a nord di Borūjerd, sulla strada che conduce ad Hamadan. Un tempo era una stazione di sosta con caravanserraglio sulla rotta carovaniera tra le due città e fra Esfahan e Baghdad.